# Robert C. Weaver
Pour les articles homonymes, voir Weaver.
Robert Clifton Weaver, né le 29 décembre 1907 à Washington et mort le 17 juillet 1997 à New York, est un universitaire, essayiste, journaliste et un homme politique afro-américain. Membre du Parti démocrate, il est secrétaire au Logement et au Développement urbain entre 1966 et 1968 dans l'administration du président Lyndon B. Johnson. C'est le premier Afro-Américain membre d'un cabinet présidentiel.

## Biographie

### Jeunesse et éducation
Robert Weaver est né le 29 décembre 1907 au sein d'une famille de la classe moyenne de Washington, aux États-Unis. Son père, Morgan Weaver, était employé de la poste et sa mère,Florence Freeman Weaver,  était une métisse Afro-Américaine. Son grand-père maternel, le docteur Robert Tanner Freeman, fut le premier afro-américain à obtenir le diplôme de dentiste de l'université Harvard.
Après des études secondaires à la M Street School (devenue la Dunbar High School (Washington, D.C.) (en) institution afro-américaine d'excellence, Richard Weaver entre à l'université Harvard où il obtient successivement un baccalauréat universitaire (équivalent de la licence en France), une maîtrise et enfin un doctorat  d'économie en 1934.

### Carrière

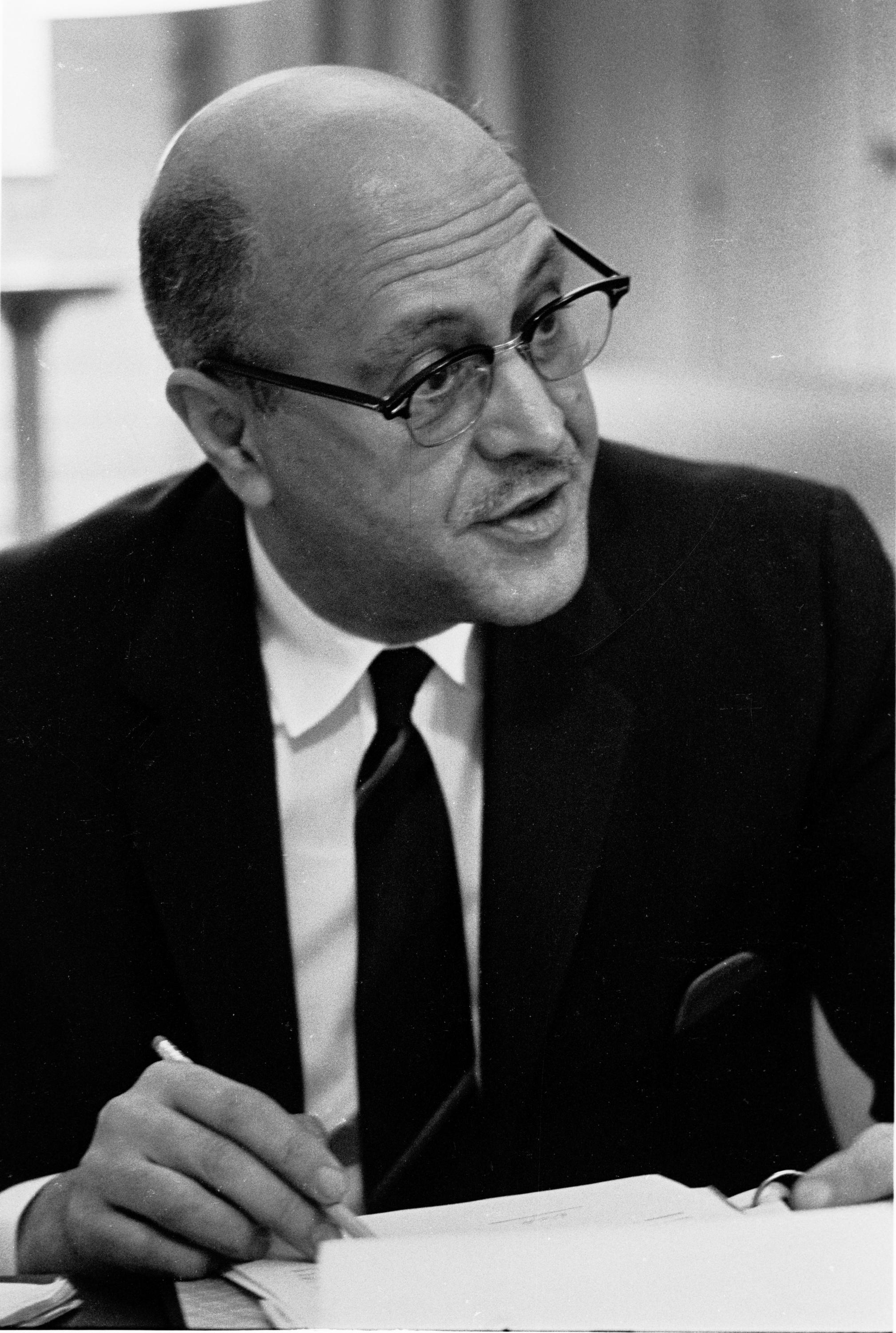
Robert C. Weaver en 1964.

Après son élection, Franklin Delano Roosevelt met en place un Black Cabinet, conseil informel d'Afro-Américains travaillant dans l'administration et devant le conseiller. Après l'obtention de son doctorat, Richard Weaver devient l'un des quarante-cinq membres de cette instance. Dès lors, il occupe diverses places dans l'administration en alternance avec l'enseignement universitaire.
En 1961, John Fitzgerald Kennedy cherche à créer un nouveau département ministériel pour faire face à la croissance urbaine, le futur département du Logement et du Développement urbain des États-Unis. Il regroupa alors divers services administratifs devant constituer le socle de ce futur département et en confia la direction à Robert Weaver. Mais au Congrès, les républicains et les démocrates du sud s'opposent à ce projet et ce n'est finalement que le 9 septembre 1965 que Lyndon Johnson obtint la création de ce nouveau département.
Après quelques hésitations, Lyndon Johnson désigna Robert Weaver pour prendre la tête de ce nouveau département ministériel. Après sa confirmation par le Sénat, il prend ses fonctions le 18 janvier 1966. Cette nomination met Robert Weaver en avant, son portrait fera la couverture du magazine Time du 4 mars 1966.

### Fin de carrière
À l'issue de ses fonctions dans l'administration de Lyndon Johnson, Robert Weaver se consacra à l'enseignement. Il prit la présidence du Baruch College et enseigna au Hunter College à New York. 
Il décède le 17 juillet 1997, à l'âge de 89 ans, dans son domicile à Manhattan.

## Archives
Les archives de Robert C. Weaver sont déposées à la bibliothèque publique de New York (New York Public Library)

## Œuvres (sélection)

### Essais
- Negro Labor, a National Problem, Port Washington, état de New York, Kennikat Press (réimpr. 1969) (1re éd. 1946), 329 p. (OCLC 1368876750),
- The Negro Ghetto, New York, Russell & Russell (réimpr. 1967) (1re éd. 1948), 404 p. (OCLC 423521),
- Dilemmas of Urban America, Cambridge, Massachusetts, Harvard University Press (réimpr. 1967, 2014) (1re éd. 1965), 147 p. (ISBN 9780674366565),
- The Urban Complex, Garden City, état de New york, Doubleday Anchor Book, 1966, 324 p. (lire en ligne),

### Articles
- « The Public Works Administration School Building-Aid Program and Separate Negro Schools », The Journal of Negro Education, vol. 7, no 3,‎ juillet 1938, p. 366-374 (9 pages) (lire en ligne ),
- « Training Negroes for Occupational Opportunities », The Journal of Negro Education, vol. 7, no 4,‎ octobre 1938, p. 486-497 (12 pages) (lire en ligne ),
- « Economic Factors in Negro Migration-Past and Future », Social Forces, vol. 18, no 1,‎ octobre 1939, p. 90-101 (12 pages) (lire en ligne ),
- « Racial Policy in Public Housing », Phylon (1940-1956), vol. 1, no 2,‎ printemps 1940, p. 149-156+161 (9 pages) (lire en ligne ),
- « Racial Employment Trends in National Defense », Phylon (1940-1956), vol. 2, no 4,‎ hiver 1941, p. 337-358 (22 pages) (lire en ligne ),
- « Federal Aid, Local Control, and Negro Participation », The Journal of Negro Education, vol. 11, no 1,‎ janvier 1942, p. 47-59 (13 pages) (lire en ligne ),
- « Defense Industries and the Negro », The Annals of the American Academy of Political and Social Science, vol. 223,‎ septembre 1942, p. 60-66 (7 pages) (lire en ligne ),
- « Detroit and Negro Skill », Phylon (1940-1956), vol. 4, no 2,‎ printemps 1943, p. 131-143 (13 pages) (lire en ligne ),
- « The Employment of the Negro in War Industries », The Journal of Negro Education, vol. 12, no 3,‎ été 1943, p. 386-396 (11 pages) (lire en ligne ),
- « Race Restrictive Housing Covenants », The Journal of Land & Public Utility Economics, vol. 20, no 3,‎ août 1944, p. 183-193 (11 pages) (lire en ligne ),
- « Recent Events in Negro Union Relationships », Journal of Political Economy, vol. 52, no 3,‎ septembre 1944, p. 234-249 (16 pages) (lire en ligne ),
- « Whither Northern Race Relations Committees? », Phylon (1940-1956), vol. 5, no 3,‎ automne 1944, p. 205-218 (14 pages) (lire en ligne ),
- « City of Chicago: Mayor's Committee on Race Relations », The Journal of Negro Education, vol. 13, no 4,‎ automne 1944, p. 560-562 (3 pages) (lire en ligne ),
- « The Negro Veteran », The Annals of the American Academy of Political and Social Science, vol. 238,‎ mars 1945, p. 127-132 (6 pages) (lire en ligne ),
- « Negro Employment in the Aircraft Industry », The Quarterly Journal of Economics, vol. 59, no 4,‎ août 1945, p. 597-625 (29 pages) (lire en ligne ),
- « Housing in a Democracy », The Annals of the American Academy of Political and Social Science, vol. 244,‎ mars 1946, p. 95-105 (11 pages) (lire en ligne ),

## Récompense et distinctions
- 1962 : récipiendaire de la  Médaille Spingarn /Spingarn Medal décernée par la National Association for the Advancement of Colored People (NAACP)[14].
- 1963 : lauréat du National Newspaper Publishers Russwurm Award[2].
- 1968 : lauréat du Albert Einstein Commemorative Award

En 2000, le siège du secrétariat au Logement et au Développement urbain est renommé à son nom. Le bâtiment, de style brutaliste, est construit en 1968 par Marcel Breuer au Southwest de Washington. L'auditorium porte les noms des sénateurs Edward Brooke et Walter Mondale, les auteurs du Fair Housing Act, une partie du Civil Rights Act de 1968.